# Swagger Jagger
Swagger Jagger – pierwszy singel angielskiej wokalistki Cher Lloyd z płyty Sticks + Stones.
Utwór zyskał największą popularność w Wielkiej Brytanii, gdzie uplasował się na liście UK Singles Chart na pozycji #1, oraz w Irlandii na miejscu #2 na liście Irish Singles Chart. Do singla został nakręcony teledysk, którego zwiastun można było zobaczyć kilka dni przed premierą. Oficjalna premiera teledysku odbyła się 1 lipca 2011 roku na oficjalnym kanale Cher na portalu YouTube, jego reżyserią zajęli się Barney Steel i Mike Sharpe.

## Listy utworów i formaty singla
- US digital EP[2]

1. "Swagger Jagger" – 3:14
2. "Swagger Jagger" (HyGrade Club Mix) – 3:32
3. "Swagger Jagger" (Wideboys Radio Edit) – 3:03
4. "Swagger Jagger" (Dillon Francis Remix) – 5:06
5. "Swagger Jagger" (Eyes Remix) – 4:27

- UK CD single[3]

1. "Swagger Jagger" – 3:12
2. "Swagger Jagger" (HyGrade Radio Mix) – 3:35

- US digital download[4]

1. "Swagger Jagger" – 3:12

## Notowania
| Lista (2012)                              | Najwyższa pozycja |
| ----------------------------------------- | ----------------- |
| Belgia (Ultratop 50 Flandria)             | 43                |
| Irlandia (IRMA)                           | 2                 |
| Japonia (Billboard Japan Hot 100)         | 5                 |
| Holandia (MegaCharts)                     | 60                |
| Szkocja (Official Charts Company)         | 1                 |
| Wielka Brytania (Official Charts Company) | 1                 |

## Historia wydania
| Kraj            | Data              | Format           |
| --------------- | ----------------- | ---------------- |
| Irlandia        | 29 lipca 2011     | Digital download |
| Wielka Brytania | 31 lipca 2011     | Digital download |
| Wielka Brytania | 31 lipca 2011     | Digital download |
| 1 sierpnia 2011 | CD single         |                  |
| 1 sierpnia 2011 | Stany Zjednoczone | Digital download |
| Australia       | 2 sierpnia 2011   | Digital download |